# Діогу Кейрош
Діогу Кейрош (порт. Diogo Queirós рід. 5 січня 1999 року, Матозіньюш) — португальський футболіст, захисник французького клубу «Дюнкерк».

## Клубна кар'єра
Діогу є вихованцем академії клубу «Лейшойнш» зі свого рідного міста. У 2010 році він приєднався до юніорської команди «Порту» і пройшов через всі юнацькі категорії цього клубу. У 2016 році Діогу був переведений в резервну команду «Порту Б». За два сезони у цій команді Діогу провів 47 матчів другого португальського дивізіону. У 2019 році він також виграв Юнацьку лігу УЄФА з «Порту U-19». У фіналі проти «Челсі», який «Порту» переміг з рахунком 3:1, Кейрош забив другий, переможний, гол.
27 серпня 2019 року молодий захисник був відданий в оренду в бельгійський «Мускрон». Його перша поява на полі у формі нової команди відбулася через три дні, на виїзді у матчі чемпіонату проти «Мехелена» (2:2). За час оренди він зіграв 21 гру у всіх турнірах за клуб.
6 жовтня 2020 року Кейрош підписав трирічну угоду з клубом «Фамілікан».. 7 листопада Діогу дебютував у португальській Прімейра-лізі в грі проти «Марітіму» (2:1).
В червні 2023 року Кейрош приєднався до румунського «Фарула». Офіційним дебютом для нього став матч за Суперкубок Румунії 8 липня. В подальшому захисник грав з клубом у кваліфікації Ліги Європи.
В серпні 2024 року Кейрош як вільний агент приєднався до клубу французької Ліги 2 «Дюнкерк».

## Кар'єра в збірній
Виступає за юнацькі та молодіжні збірні Португалії. У складі юнацької збірної до 17 років він брав участь на юнацькому чемпіонаті Європи 2016 року. Захисник взяв участь у всіх шести зустрічах цієї першості, був капітаном своєї національної команди, а його збірна виграла турнір, обігравши іспанців в серії пенальті. З командою до 19 років він двічі брав участь у чемпіонаті Європи — в 2017 році, а потім у 2018 році. Під розіграшу 2017 року він зіграв чотири гри, а Португалія програла у фіналі Англії. А під час наступного юнацького чемпіонату Європи 2018 року він зіграв два матчі першого туру, де виступав в ролі капітана. Цього разу Португалія виграла турнір, обігравши Італію у фіналі в додатковий час.
2019 року з командою до 20 років поїхав на молодіжний чемпіонат світу, зігравши у всіх трьох матчах, але португальці сенсаційно не вийшли з групи.
Згодом з молодіжною командою до 21 року поїхав на молодіжний чемпіонат Європи 2021 року в Угорщині та Словенії, де в матчі проти Швейцарії відзначився голом.

## Досягнення
- Чемпіон Європи (U-17) : 2016
- Чемпіон Європи (U-19): 2018
- Переможець Юнацької ліги УЄФА: 2018-19